# Greenwood Village
Greenwood Village es una ciudad ubicada en el condado de Arapahoe en el estado estadounidense de Colorado. En el año 2000 tenía una población de 12.817 habitantes y una densidad poblacional de 525,4 personas por km².

## Geografía
Greenwood Village se encuentra ubicada en las coordenadas 39°36′57″N 104°54′41″O / 39.61583, -104.91139.

## Demografía
Según la Oficina del Censo en 2000 los ingresos medios por hogar en la localidad eran de $116.147, y los ingresos medios por familia eran $145.802. Los hombres tenían unos ingresos medios de $99.088 frente a los $41.991 para las mujeres. La renta per cápita para la localidad era de $69.189. Alrededor del 1,9% de la población estaban por debajo del umbral de pobreza.

## Educación
El Distrito Escolar Cherry Creek gestiona escuelas públicas.